# Gareth Rees (kierowca wyścigowy)
Gareth Rees (ur. 12 marca 1969 roku w Londynie) – brytyjski kierowca wyścigowy.

## Kariera
Rees rozpoczął karierę w wyścigach samochodowych w 1988 roku od startów w Formule Ford P&O Ferries Junior, gdzie jednak nie był klasyfikowany. W późniejszych latach pojawiał się także w stawce Festiwalu Formuły Ford, Formuły Ford 1600 BRDC, Formuły Opel Lotus Euroseries, Masters of Formula 3, Grand Prix Makau, Brytyjskiej Formuły 3, Brytyjskiej Formuły 2, Formuły 3000 Birkin Cars/TVR Invitational Race oraz Formuły 3000.
W Formule 3000 Brytyjczyk startował w latach 1995, 1997-1998. Pierwsze punkty zdobył w 1997 roku, kiedy to raz stanął na podium. Z dorobkiem czterech punktów uplasował się na czternastej pozycji w klasyfikacji generalnej. Rok później jego dorobek punktowy wynosił ostatecznie dziesięć punktów. Dało mu to ósme miejsce w końcowej klasyfikacji kierowców.